# Joasch (Juda)

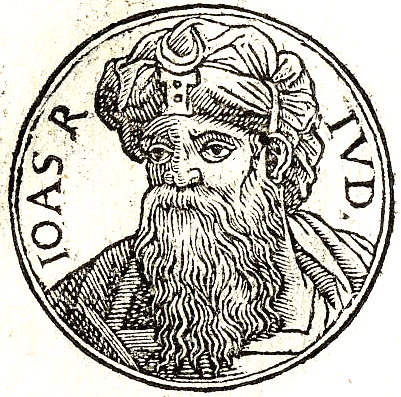
Joasch aus „Promptuarii Iconum Insigniorum“

Joasch, († 800 oder 796 oder 797 v. Chr.) war König von Juda. Seine Regierungszeit wird auf die Jahre 837–800 v. Chr. oder 835–796 v. Chr. oder 836–797 v. Chr. datiert.

## Etymologie
Der hebräische Personenname „Joasch“ ist in zwei verschiedenen Schreibweisen überliefert: יוֹאָשׁ jô’āš  und (seltener) יְהוֹאָשׁ jəhô’āš. Es handelt sich um einen Verbalsatznamen, bestehend aus Subjekt und Prädikat. Subjekt (und zugleich theophores Element) ist eine Form von „JHWH“ (יוֹ jô oder יְהוֹ jəhô), das Prädikat leitet sich von der biblisch sonst nicht belegten Verbwurzel אושׁ ’ûš, deutsch ‚schenken‘ ab. Der Name lässt sich als „JHWH hat geschenkt“ übersetzen. Die Septuaginta gibt den Namen als Ιωας Iōas wieder, die Vulgata als Ioas.

## Biblische Erzählung
Joasch war der einzige überlebende Sohn des Königs Ahasja und entstammte damit dem Haus David. Dem biblischen Bericht zufolge ließ seine Großmutter Atalja, die nach dem Tod Ahasjas gefürchtete Alleinherrscherin geworden war, seine übrige Verwandtschaft töten. Joasch allerdings entkam dem Massaker, da er von Joscheba gerettet und unter der Obhut des YHWH-Priesters Jojada verborgen wurde. Dieser ließ Joasch im sechsten Jahr der Herrschaft der Atalja zum König von Juda erklären – Joasch war gerade sieben Jahre alt. Atalja war von der Rebellion überrascht und wurde auf Befehl des YHWH-Priesters Jojada getötet.
2 Chr 24  berichtet, dass Joaschs Herrschaft zu Lebzeiten des Priesters Jojada Gott gefällig gewesen sei und dass er für den Erhalt des JHWH-Tempels gesorgt habe. Nach dem Tod Jojadas sei er dann allerdings von diesem Weg abgewichen, woraufhin zur Strafe die Aramäer ins Land eingefallen seien. Als besonders verwerflich wird in der Bibel die Steinigung des Propheten Sacharja (nicht identisch mit Sacharja, Sohn Berechjas, dem Verfasser des biblischen Buches) geschildert, der ein Sohn Jojadas war und ihn kritisiert hatte (2 Chr 24,20–22 ). Später kam es dann zu einer Verschwörung gegen Joasch, der er nach 40 Jahren Regierung zum Opfer fiel. Zwei seiner Knechte (Jozachar und Jehozabad) ermordeten ihn in Millo (2. Kön. 12,21 f.). Nachfolger wurde sein Sohn Amazja.

## Außerbiblische Quellen
Im Jahr 2001 wurde von einer Inschrift berichtet, die Reparaturen am Tempel Salomos in der Zeit des Joasch zum Inhalt hatte. Die Echtheit dieser Inschrift wird aber von vielen Historikern angezweifelt.

## Rezeption
Pietro Metastasio schuf das Libretto zum Oratorium Gioas re di Giuda, das 1735 erstmals aufgeführt wurde.